# Onder-Germaanse Trias Groep
De Onder-Germaanse Trias Groep (sic, Engels: Lower Germanic Trias Group) is een groep gesteentelagen uit de Nederlandse lithostratigrafie. Samen met de Boven-Germaanse Trias-groep vormt de groep de Germaanse Trias Supergroep, die alle gesteenten uit het Trias van Noordwest-Europa bevat. De Onder-Germaanse Trias Groep komt overeen met het onderste gedeelte van de Buntsandstein-Gruppe uit de Duitse lithostratigrafie.
De Onder-Germaanse Trias-groep bevat vier formaties: de Onder-Bontzandsteen-formatie (Changhsingien tot Indien in ouderdom), de Volpriehausen-formatie (Vroeg Olenekien), de Detfurth-formatie (Midden-Olenekien) en de Hardegsen-formatie (Laat-Olenekien). Al deze formaties zijn continentaal van aard en afgezet in een groot bekken waarvan het huidige vasteland van Nederland de zuidelijke rand vormde.
De Onder-Germaanse Trias ligt boven de Zechstein-groep uit het late Perm en boven op de groep liggen formaties die tot de Boven-Germaanse Trias Groep behoren.